# J.A. Schwartz
Johan Adam Schwartz (26. november 1820 i København – 11. december 1874 sammesteds) var en dansk kunstdrejer og politiker, far til maleren Frans Schwartz.
Han var ældste søn af kunstdrejer Johan Georg Schwartz. Han oplærtes i faderens virksomhed, men var allerede 1837 på en udenlandsrejse til både Paris og London, og efter i 1846 at have gjort mesterstykke og løst borgerskab blev han i 1847 medinteressent i faderens forretning, der nu fik navnet J.G. Schwartz & Søn. Hvad der tidlig lagde beslag på hans opmærksomhed, var oprettelsen af en håndværkerskole. 1839 startede han diskussioner herom i Industriforeningen, og da denne i 1841 fik en sådan skole i gang, skete det isæ på grund af Schwartz' foranledning. Fra dette år blev han et virksomt medlem i Industriforeningens bestyrelse, 1847-49 var han fx med i komiteen, der holdt søndagsmøder for unge håndværkere. 1857-61 var han foreningens formand og virkede bl.a. for at lade kunsten få indflydelse på håndværkernes arbejder. Foreningen udgav med dette mål for øje en række tegninger. Når han derefter trådte tilbage fra Industriforeningen, var det, fordi han havde fået andre opgaver, og hans kun svage helbred ikke kunne lade ham røgte alt.
1859-65 var han medlem af Københavns Borgerrepræsentation og lagde her et stort arbejde i gennemførelsen af Indkomstskatteloven (1861). Han var også medlem af bestyrelsen for det såkaldte Kunstflidslotteri (1860), der var etableret til fordel for Frederiksborg Slots genopførelse. Lotteriet lagde stærkt beslag på hans kræfter, og samtidig forberedte og startede han sammen med arkitekt Vilhelm Klein «den nye Haandværkerskole» (1868) og samme år blev han indvalgt i bestyrelsen for Arbejdernes Byggeforening. Efter hvad her er meddelt, kan det forstås, at han i sin forretning gik en noget anden vej, end faderen havde gjort. Han lagde vægt på, at kunsten fik så stor indflydelse som muligt; han arbejdede i så henseende navnlig sammen med billedhugger C.C. Peters. Da H.C. Ørsteds Legat i Industriforeningen første gang skulle uddeles (1863), blev det tildelt den, der i Schwartz' etablissement havde udskåret den elfenbensvifte, som var en af landets brudegaver til prinsesse Alexandra. Særlig berømte er de drejede og udskårne elfenbensrosetter og søjlekapitæler i bedestolen på Frederiksborg Slot. De nævnte, som flere andre arbejder, var udført af kunstdrejer Griessing, der kom til København som tyrolersanger omkring 1850 og hos Schwartz fik anvendelse for sin glimrende faglige dygtighed. I Kunstindustrimuseet opbevares flere prøver på etablissementets kunstdrejervirksomhed.
1862 blev han Ridder af Dannebrog og 1872 blev der som tak for, hvad Schwartz havde udrettet for dansk håndværk og industri, overgivet ham et legat, der bar hans navn. Han skænkede det til den nye Haandværkerskole. 11. december 1874 afgik han ved døden og blev begravet på Assistens Kirkegård.
23. februar 1847 havde han ægtet Thora Louise Kuhl (16. februar 1816 – 8. marts 1875), datter af revisor og kaptajn ved Livjægerkorpset C.I. Kuhl.
J.A. Schwartz Gade i Kartoffelrækkerne i København er opkaldt efter ham.
Han er portrætteret af August Schiøtt 1870. Træsnit 1875 af H.P. Hansen.